# الفتاة المرقعة من أوز
الفتاة المرقعة من أوز (بالإنجليزية: The Patchwork Girl of Oz)‏ هي رواية للأطفال بقلم ليمان فرانك بوم وترتيبها السابع ضمن حكايات أرض أوز. وتشمل شخصيات مثل ووزي، أوجو، أونك نونكي، الدكتور بيبت، سكرابس (الفتاة المرقعة)، وغيرها. وقد نشر الكتاب في 1 يوليو 1913، مع رسوم توضيحية بريشة جون نيل. في عام 1914، قام بوم باقتباس الكتاب إلى فيلم من خلال شركته "أوز لصناعة الأفلام."
في كتاب أوز السابق، مدينة الزمرد في أوز، تم استخدام السحر لعزل أوز عن كل العوالم الخارجية. حيث وضع بوم هذه الحبكة لانهاء سلسلة أوز، لكنه اضطر إلى للعودة لكتابة السلسلة بسبب متاعبه المالية. ويذكر في المقدمة كيف انه تمكن من الحصول على قصة أخرى عن أوز، رغم انعزالها عن بقية العوالم. وذلك بأن اقترح عليه الطفل أن يتصل مع أوز عن طريق اللاسلكي. وفي القصة تقوم الساحرة غليندا باستخدام كتابها الذي يسجل كل ما يحدث، وتدرك أن شخصا ما يستخدم التلغراف للاتصال بأرض أوز، فتقيم برج تلغراف وتضع عليه شاغي مان، الذي يعرف كيف يستخدم التلغراف، ويروي القصة الواردة في هذا الكتاب.
أهدي الكتاب إلى سمنر هاميلتون بريتون، وأصغر أبناء الناشر وصديق بوم ويدعى سمنر تشارلز بريتون من شركة رايلي وبريتون.